# 舞 (漫画)
『舞』（まい）は、原作：工藤かずや、作画：池上遼一による日本の漫画。
『週刊少年サンデー』（小学館）において、1985年14号から1986年16号まで連載された。単行本は小学館少年サンデーコミックスから、全6巻が刊行された。のち、2003年にメディアファクトリーから文庫版全3巻、2006年に同じくメディアファクトリーからワイド版全2巻が発行されている。英語版タイトルは“Mai The Psychic Girl”。
本作に登場する超能力者は全て、複数の能力を宿し、空中飛行しながら念動力を使いこなすことも可能。他に透視やテレパシー、さらには光視線（要するに「目からビーム」）と多彩な能力が出てくる。

## あらすじ
スイスのジュラ山中にある、世界の秩序を影からコントロールする秘密結社「十三賢人同盟（サーティーン・ウィズダム・アーリアンス）」は、知能テストに織り込んだ判定により、世界でも最高レベルの超能力を持つ子供たちを5人選び出した。その中にいた日本の少女・久住舞に、総帥の龍は目をつける。

## 登場人物
久住 舞（くじゅう まい）
東京に住む14歳の女子中学生で、母親譲りの巨大な超能力を宿す。両親や周囲の愛情を一身に受けたことで争いを好まない温和な性格となり、自己犠牲とも言える思いやりも持った。その力ゆえ、様々な困難に父親もろとも巻き込まれてゆく。一人称を「ボク」とするボク少女。「舞」の名前は、弥勒菩薩のサンスクリット名「マイトレーヤ」からきている。
紆余曲折を経て、海江田と信頼を結び、自分の周囲の大切な人々や世界を守ろうと、「十三賢人同盟（サーティーン・ウィズダム・アーリアンス）」（以下「ジュラ」と記す）との戦いを決意する。
久住 秋一（くじゅう しゅういち）
舞の父親で、丸菱商事に勤務。戦国時代に栄えながら、およそ300年前に絶えたはずの戸隠流体術（とがくしりゅうたいじゅつ）を使いこなす。娘の舞を狙う者たちの存在に気付き、舞を連れて逃避行を繰り広げる。
一時的に記憶を失い、半植物人間のような状態となるが、後に意識を取り戻し、海江田や猛と共に舞を狙うジュラから愛娘を守ろうとする。
久住 麻稀（くじゅう まき）
舞の母親で故人。しかし霊となった今も娘を見守り、時には導き守り抜く。彼女の血筋、御裕家（みひろけ）は、神代の昔から戸隠を守り続けてきた超能力者の一族。
羽黒 猛（はぐろ たける）
バイクを自在に操る青年ジャーナリスト・カメラマンで、現役の東大生（ただし三留中）。文学部インド哲学科に属していることから、通称“イン哲”（いんてつ）と呼ばれる。海江田の動向を探っているうちに舞と出逢い、共に逃避行を続けるが、その中で舞の成長を見届けていく。多くのライダー仲間がいるが、後に秋一や海江田と共にジュラに立ち向かっていく。
射出 斑雄（いでい まだらお）
御幸（みゆき）
久住家に代々仕える一族の末裔の女性。記憶を失い、半ば植物人間のようになった秋一を介助しつつ護るが、ガルテンの攻撃から秋一を庇って命を落とす。
峰尾（みねお）
海江田の召使いの老婆で、舞の身辺の世話をよくするが、ロンには警戒されている。後に舞の久住家に住みこんで働く。
松本由美子（まつもと ゆみこ）
舞の友人である長身の女子中学生。高校3年生の兄、小学6年生の弟、中野区役所に務める公務員の父親と専業主婦の母の5人家族。
池波 里緒（いけなみ りお）
舞の同級生の友人で眼鏡っ娘。由美子とは対照的に背が低い。京友デパートの総務部長の父と母の3人暮らし。
海江田千蔵（かいえだ せんぞう）
旧陸軍の中野学校の出身で、情報機関「海江田情報サービス」の主宰者。ジュラの命を受け、舞の捕捉に乗り出す。日本の影の実力者といわれ、豊富な経験に基づいた細かな指示を下すだけでなく、臨機応変に不測の事態にも対応する。
ジュラの野望と実態を知っており、舞を確保した後にジュラを裏切り、秋一と協力体制を築くものの、龍が差し向けたデビッドの手にかかり死亡する。
月狼（つきろう）
5メートル近い身長で、怪力を誇り、獣のような唸り声を発するのみで喋れない、狼少年を大人にしたような存在。しかし海江田には忠実に従う。
その正体は海江田の息子で、かつては超能力少年で、天才的頭脳を持っていた。事故により瀕死の重傷を負い、救出のために改造手術（ある意味サイボーグ化）を受けたことによって現在の姿に変貌した。
デビッドとパイオンの襲撃から海江田を守ろうとしてパイオンに殺害される。
剣持（けんもち）
海江田の側近で、懐刀とも言える男。海江田に忠実に従うだけでなく、的確な意見も述べる。ガルテンの攻撃で全身を焼かれ、ミイラ男のように包帯姿となってなおも海江田の命で舞を守ろうとするものの、ガルテンに返り討ちにされて死亡する。
加納（かのう）
海江田の部下で、諜報活動を行い、舞の周囲の人物の身辺を調査していた。
ロン
舞と出会い、そのまま飼い犬になった仔犬。舞と共に暮らしていくうち、敵となる超能力者に気付き警戒するようになる。
ミスター龍
ジュラを束ねる隻眼の人物で、海江田を警戒している。
1999年に人類が核戦争で滅ぶことを見越し、その後に新たな人類を指導する強力なPK能力を持った人物が必要として、その中で特に強大な力を持つとされる舞が新人類の頂点に立つのが相応しいとして、狙いをつけていた。
舞を捕え、裏切った海江田を始末するためにガルテンをはじめ、世界中から選出したPK能力を持つ少年少女たちを差し向ける。
ターム・ガルテン
東ドイツ国籍で、13歳の超能力少女。父親は東ドイツ大使。家族や身の回りの人間には能力を隠しているが、舞と違って性格は傲慢で、「自分は神の末裔で、この力は人を神に従わせるためのもの」という考えを持っているため、ライバルを乗っていた飛行機もろとも消し飛ばすといった、破壊や殺人もためらわずにやってのける。ジュラの計らいにより、舞の住む東京に送り込まれてくる。
動けない秋一を狙い、海江田の部下や御幸に手をかけたことと、再三戦いを拒絶してきた舞の想いを踏みにじったことにより、舞の怒りで屋敷ごと焼かれる最期を迎える。
デビッド・ペリー
アメリカ国籍で、15歳の超能力少年。来日してすぐ、海江田抹殺の命を受ける。うまく能力を隠していた舞やガルテンと違い、化け物呼ばわりされて苦しんできた過去がある。このため月狼とは敵対しつつも「化け物」同士の親近感を抱いており、月狼がパイオンに殺害されたときはその死を惜しむような感情を示していた。
ホンがなぜ舞との戦いを拒んできたのか、舞との戦いの中で知るものの、その戦いによって命を落とす。
バイオン・ユウワン
モンゴル国籍で、14歳の超能力少年。来日してすぐ、他の超能力者との連絡係を務める。いつも鼻水をたらしていて、かなり食い意地も張っている。
ペリーと共に舞と戦うが、舞の返り討ちによって死亡する。
グラル・ホン
ベトナム国籍で、16歳の超能力少年。来日してすぐ、舞の通う学校へ転入させられ、舞の見張りを務める。一見間抜けでよくからかわれるが、次第に舞に好意を寄せていく。
最後は龍の命令に背き、舞を助ける。舞以外では唯一最後まで生き残った超能力者。